# Mineralnîe Vodî
Mineralnîe Vodî (în rusă Минеральные Воды — în traducere, Ape Minerale) este un oraș din Regiunea Stavropol, Federația Rusă și are o populație de 75.644 locuitori.

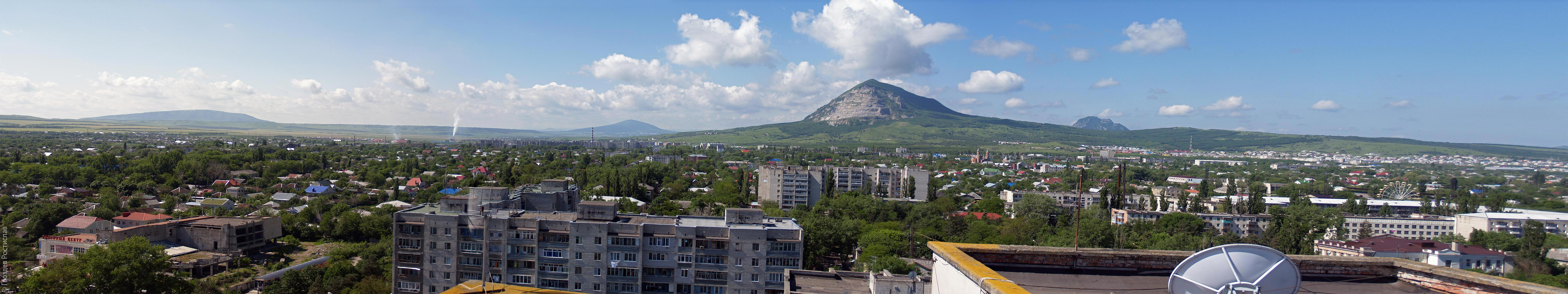
Panoramă a oraşului Mineralnîe Vodî

1. ↑  Q26883285, accesat în 23 octombrie 2016